# 53 (število)
53 (tríinpétdeset) je naravno število, za katero velja velja 53 = 52 + 1 = 54 - 1.

## V matematiki
- sedmo pitagorejsko praštevilo {\displaystyle 53=4\cdot 13+1\!\,}.
- osmo praštevilo Germainove.
- 53 = 5 + 7 + 11 + 13 + 17.
- Eisensteinovo praštevilo brez imaginarnega ali realnega dela oblike {\displaystyle 3n-1}.
- deveto samoštevilo (Kolumbijevo število)
- Ulamovo število {\displaystyle 53=6+47\,\!}.

## V znanosti
- vrstno število 53 ima jod (I).

## Drugo

### Leta
- 453 pr. n. št., 353 pr. n. št., 253 pr. n. št., 153 pr. n. št., 53 pr. n. št.
- 53, 153, 253, 353, 453, 553, 653, 753, 853, 953, 1053, 1153, 1253, 1353, 1453, 1553, 1653, 1753, 1853, 1953, 2053, 2153